# سيرجي ميلينكوف
سيرجي ميلينكوف هو منافس ألعاب قوى روسي، ولد في 8 نوفمبر 1968.

## وصلات خارجية
- سيرجي ميلينكوف على موقع الاتحاد الدولي لألعاب القوى (الإنجليزية)